# Kadmeia
De Kadmeia (Grieks: Καδμεία) was in het antieke Griekenland de naar Kadmos, de mythische stichter van Thebe, vernoemde akropolis.
De bezitting van deze burcht door Spartaanse troepen in 382 v.Chr. veroorzaakt een opeenvolging van oorlogen tussen beide steden en hun bondgenoten, die Sparta's hegemonie over Griekenland beëindigde en de kortstondige heerschappij van Thebe vestigde.